# Symbionese Liberation Army
Symbionese Liberation Army (SLA) byla americká organizace aktivní v letech 1973 až 1975. Jejím vůdcem byl Donald DeFreeze, známý jako Cinque. Do širšího povědomí se dostala v roce 1974, když unesla Patty Hearst, devatenáctiletou vnučku vydavatelského magnáta Williama Randolpha Hearsta. Ta později začala s SLA spolupracovat, byť nakonec u soudu prohlásila, že k tomu došlo pod výhrůžkami smrtí. Mezi další členy armády patřili Joe Remiro, Willie Wolfe a Camilla Hall. Řada členů, včetně lídra SLA, zahynula při policejním zásahu 17. května 1974.